# معركة الدار البيضاء البحرية
كانت معركة الدار البيضاء البحرية سلسةً من الاشتباكات البحرية بين السفن الأمريكية خلال غزوها شمال إفريقيا وسفن فيشي الفرنسية التي تدافع عن حياد المغرب الفرنسي وفقًا لهدنة كومبيين الثانية خلال الحرب العالمية الثانية. شملت المراحل الأخيرة من المعركة عمليات قامت بها غواصات يو بوت الألمانية التي وصلت إلى المنطقة في نفس اليوم الذي استسلمت فيه القوات الفرنسية.
توقع المخططون العسكريون التابعون للحلفاء أن يُرحب بالقوات الأمريكية المخصصة لتحرير ميناء الدار البيضاء المطل على المحيط الأطلسي. اقتربت فرقة غزو مكونة من 102 سفينة أمريكية تحمل 35000 جندي أمريكي من الساحل المغربي في جناح الظلام. ظنّ المدافعون الفرنسيون أنها غارة تحويلية لهبوط كبير في الجزائر؛ واعتبرت ألمانيا استسلام ستة فرق مغربية لقوات كوماندوز صغيرة انتهاكًا واضحًا للالتزامات الفرنسية بالدفاع عن الحياد المغربي بموجب هدنة 22 يونيو 1940 في كومبيين. تسببت سلسلة متصاعدة من الردود المفاجئة، في جو يسوده عدم الثقة والسرية، بفقدان أربع سفن جنود عسكرية أمريكية ومقتل 462 رجلًا على متن 24 سفينة فرنسية عارضت الغزو.

## نظرة عامة
كانت المغرب تحت حماية فرنسا في وقت الحرب العالمية الثانية. استسلمت الحكومة الفرنسية في فيشي لألمانيا النازية بعد معركة فرنسا، ووقعت هدنة معها. قاد الجنرال شارل ديغول القوات الفرنسية المعارضة لحكومة فيشي وللاستسلام، والتي استمرت في الحرب إلى جانب المملكة المتحدة والحلفاء. بالتالي، كان نظام فيشي - الذي سيطر على المغرب - محايدًا رسميًا، ولكن من الناحية العملية، ألزمت الهدنة حكومة فيشي بمقاومة أي محاولة للاستيلاء على الأراضي الفرنسية أو المعدات الحربية لاستخدامها ضد ألمانيا. كانت القوات البريطانية قد قصفت الفرنسيين في معركة المرسى الكبير لمنع الأسطول الفرنسي من السقوط في أيدي الألمان بعد أن رفض الفرنسيون الانضمام إلى الحلفاء أو الإبحار إلى ميناء محايد، ما أدى إلى عداوة بين فرنسا وبريطانيا. كانت حكومة الولايات المتحدة قد اعترفت سابقًا بنظام فيشي على أنه نظام شرعي.

### القوات الأمريكية
غادرت سفينة جنود قافلة يو جي إف 1 خليج تشيسابيك في 23 أكتوبر 1942 وانضمت إليها في 26 أكتوبر قوات الحماية التي شملت بوارج وطرادات أبحرت من خليج كاسكو، وانضمت إليها في 28 أكتوبر حاملة الطائرات يو إس إس رينجر وحاملات الطائرات المرافقة سانجامون وسوانني وتشينانجو، وسانتي التي قدمت من برمودا. وفرت 38 مدمرة أمريكية الحماية لهذه السفن. تضمنت قوات المهمة 34 (تي إس 34) 102 سفينة لغزو المغرب تحت قيادة الأدميرال هنري كينت هيويت على متن الطرادة الثقيلة الرائدة يو إس إس أوغوستا. أثناء إبحار تي إف 34، هبط اللواء مارك دبليو كلارك من على متن الغواصة البريطانية إتش إم إس ساروف بالقرب من مدينة الجزائر للقاء ضباط عسكريين فرنسيين موالين للولايات المتحدة متمركزين في الجزائر. تبادل الضباط الفرنسيون المعلومات حول الترتيبات الدفاعية؛ لكن الأمريكيين لم يشاركوا معهم تفاصيل الغزو المتعلقة بالتوقيت والقوة وتوزيع القوات. لم تُقدم أي معلومات إلى القادة الفرنسيين الرئيسيين، بما في ذلك القائد العام للقوات المسلحة الأدميرال فرانسوا دارلان أو القائد العام لشمال إفريقيا الجنرال ألفونس جوان أو الجنرال تشارلز نوجيس المقيم في المغرب.

### القوات الفرنسية
في عام 1942، كانت الدار البيضاء هي الميناء الرئيسي المطل على المحيط الأطلسي الذي تسيطر عليه حكومة فيشي (احتلت ألمانيا ساحل فرنسا الأطلسي منذ عام 1940) وأهم قاعدة بحرية تسيطر عليها حكومة فيشي بعد تولون. زُوت قوات المدفعية البحرية بمدفعية إل هانك الساحلية التي شملت أربعة مدافع من عيار 194 ملليمتر (7.6 بوصة) وأربعة مدافع من عيار 138 ملليمتر (5.4 بوصة). تم تشغيل مدفع رباعي من عيار 380 ملليمتر/45 من نوع يعود لعام 1935 من على متن البارجة الحديثة جان بارت، على الرغم من أن البارجة ظلت غير مكتملة بعد تهريبها من أحواض بناء السفن في سان نازير خلال الغزو الألماني عام 1940.

## مقدمة المعركة
كان المدافعون الفرنسيون في حالة تأهب عندما رُصدت قوافل الغزو الجزائري أثناء مرورها عبر مضيق جبل طارق. ظلت وجهتها غير واضحة، ولم تُرصد قوات تي إف 34 بعد أن انقسمت إلى ثلاث مجموعات في 7 نوفمبر. في الظلام، استعدت مجموعة شمالية (مكونة من ست سفن عسكرية وسفينتا شحن ترافقها بارجة يو إس إس تكساس والطرادة الخفيفة يو إس إس سافانا وست مدمرات) لإنزال 9000 جندي من فوج المشاة الستين مع 65 دبابة خفيفة للاستيلاء مطار بورت ليوتي؛ واستعدت مجموعة جنوبية (مكونة من أربع سفن وسفينتا شحن ترافقها بارجة يو إس إس نيويورك والطرادة الخفيفة يو إس إس فيلادلفيا وست مدمرات) لإنزال 6500 جندي من فوج المشاة السابع والأربعين مع 90 دبابة متوسطة وخفيفة بالقرب من ميناء فوسفات آسفي لحماية القوات المتقدمة جنوبًا نحو الدار البيضاء، بينما استعدت المجموعة المركزية لإنزال القوات المخصصة لاحتلال الدار البيضاء المؤلفة من 19500 جندي من فرقة المشاة الثالثة مع 79 دبابة خفيفة بالقرب من فيدالا على بعد 15 ميل (24 كيلومتر) شمال شرق الدار البيضاء. أُحيط طرفي شاطئ فيدالا بأربع مدافع بحرية من عيار 138 ملليمتر (5.4 بوصات) في بونت بلوندين باتجاه الشرق وثلاثة مدافع من عيار 10 سنتيمتر (3.9 بوصات) ومدفعين من عيار مقاس 75 ملييمتر (3 بوصات) في فيدالا على النقطة المطلة على الطرف الغربي للشاطئ.

## وصلات خارجية
- موقع لمدينة الدار البيضاء (بالإسبانية) (بالعربية) (بالإنجليزية) (بالفرنسية)